# Carson Tyler
Carson Tyler (ur. 9 czerwca 2004 w Moultrie) – amerykański skoczek do wody, brązowy medalista mistrzostw świata, olimpijczyk z Paryża 2024.

## Biografia
Urodził się i mieszka w Moultrie. Studiuje nauki polityczne na Indiana University.

## Wyniki
| Impreza              | Rok  | Gospodarz | trampolina 3 m ind. | wieża 10 m ind. | wieża 10 m syn. mężczyzn | wieża 10 m syn. mężczyzn | wieża 10 m syn. mikstów | wieża 10 m syn. mikstów |
| Impreza              | Rok  | Gospodarz | trampolina 3 m ind. | wieża 10 m ind. | Partner                  | Poz.                     | Partnerka               | Poz.                    |
| -------------------- | ---- | --------- | ------------------- | --------------- | ------------------------ | ------------------------ | ----------------------- | ----------------------- |
| Igrzyska olimpijskie | 2024 | Paryż     | 4                   | 19              | —                        | —                        | —                       | —                       |
| Mistrzostwa świata   | 2022 | Budapeszt | 18                  | —               | —                        | —                        | Delaney Schnell         | 03 !                    |
| Mistrzostwa świata   | 2024 | Doha      | —                   | —               | Joshua Hedberg           | 14                       | —                       | —                       |